# Archidiecezja Campobasso-Boiano
Archidiecezja Campobasso-Boiano (łac. Dioecesis Campobassensis-Boianensis) – archidiecezja Kościoła rzymskokatolickiego we Włoszech, w regionie kościelnym Abruzja-Molise.
Została erygowana jako diecezja Bojano w XI wieku. 21 sierpnia 1973 została podniesiona do rangi metropolii. W 1982 nadano obecny kształt nazwy diecezji.

## Główne świątynie
- Archikatedra: Archikatedra Trójcy Świętej w Campobasso
- Konkatedra: Konkatedra św. Bartłomieja w Bojano
- Bazylika mniejsza: Bazylika Matki Bożej Bolesnej w Castelpetroso